# Yorba Linda
Yorba Linda är en stad (city) i Orange County, i delstaten Kalifornien, USA. Enligt United States Census Bureau har staden en folkmängd på 65 215 invånare (2011) och en landarea på 50,5 km². I Yorba Linda föddes Richard Nixon.